# Edward Johnston (hockey sur glace)
Pour les articles homonymes, voir Edward Johnston et Johnston.
Edward Joseph Johnston, dit Eddie Johnston, (né le 23 novembre 1935 à Montréal, dans la province de Québec, au Canada) est un joueur professionnel canadien de hockey sur glace qui évoluait au poste de gardien de but. Il est ensuite devenu entraîneur.

## Biographie

### Carrière de joueur
Johnston grandit dans un quartier anglophone de Montréal et est surnommé « E.J. », surnom encore utilisé de nos jours. Il s'intéresse très vite au hockey et devient gardien de but.
Il commence sa carrière en 1953 en jouant dans la Ligue de hockey juvénile du Québec pour l'équipe de sa ville natale. Il joue aussi pour d'autres équipes de ligue mineure avant de rejoindre les Comets de Spokane de la Western Hockey League en 1961.
Le 6 juin 1962, il est engagé par les Bruins de Boston et lors de sa première saison, il devient le dernier gardien de la Ligue nationale de hockey à jouer chaque minute de tous les matchs d'une équipe.
Il est un des derniers gardiens de l'histoire de la ligue à ne pas porter de masque pour jouer jusqu'en 1965 où il reçoit un palet dans le visage au cours d'un échauffement.
Il partage le rôle de gardien des Bruins avec Gerry Cheevers et aide la franchise à gagner la Coupe Stanley en 1970 et en 1972.
En 1973, il rejoint les Maple Leafs de Toronto puis un an plus tard les Blues de Saint-Louis pour qui il joue trois saisons avant de rejoindre les Black Hawks de Chicago pour sa dernière saison en 1978.
Au cours de sa carrière dans la LNH, il a joué 592 matchs et réalisé 32 blanchissages.

### Carrière d'entraîneur
Johnston était depuis toujours désireux de devenir entraîneur et commença à la fin de sa carrière à chercher à se trouver une place.
Il devient alors entraîneur des Black Hawks pour la saison 1979-1980 de la LNH avec 34 victoires dans la saison. La saison suivante, il rejoint les Penguins de Pittsburgh et garde le poste jusqu'au 20 juillet 1983 car il était depuis un peu plus d'un mois le nouveau directeur général de la franchise et n'arrivait pas à assumer les deux rôles en même temps.
Johnston participe au repêchage de 1984 et il résiste aux avances des autres franchises qui veulent toutes avoir le premier choix du repêchage.
Finalement, Mario Lemieux rejoint la franchise des Penguins pour leur plus grand bien.
En 1988, il quitte les Penguins et devient le nouveau directeur général des Whalers de Hartford jusqu'en 1992, année où les Whalers font de piètres séries éliminatoires.
Il retourne alors dans la franchise des Penguins pour devenir le successeur de Scotty Bowman, vainqueur de la Coupe Stanley l'année d'avant. Il quitte le poste d'entraîneur des Penguins en 1997, mais reste dans l'organisation de la franchise et il y occupe toujours un poste.
Johnston détient les records du nombre de matchs derrière le banc, le nombre de victoires et de défaites de la franchise (respectivement 516, 232 et 224).

## Statistiques
| Saison     | Équipe                      | Ligue          |     | Saison régulière | Saison régulière | Saison régulière | Saison régulière | Saison régulière | Saison régulière | Saison régulière | Saison régulière | Saison régulière | Saison régulière |    | Séries éliminatoires | Séries éliminatoires | Séries éliminatoires | Séries éliminatoires | Séries éliminatoires | Séries éliminatoires | Séries éliminatoires | Séries éliminatoires | Séries éliminatoires |
| Saison     | Équipe                      | Ligue          | PJ  | V                | D                | Pr/N             | Min              | BC               | Moy              | % Arr            | Bl               | Pun              | PJ               | V  | D                    | Min                  | BC                   | Moy                  | % Arr                | Bl                   | Pun                  |                      |                      |
| 1954-1955  | Flambeaux de Trois-Rivières | LHJQ           | 46  | 20               | 24               | 2                | 2 760            | 169              | 3,67             | 0                | 1                |                  | 10               | 3  | 7                    | 613                  | 29                   | 2,84                 |                      | 1                    |                      |                      |                      |
| 1955-1956  | Maroons de Chatham          | OHA Sr.        | 7   |                  |                  |                  | 420              | 31               | 4,29             | 0                | 0                | 0                | 10               | 5  | 4                    | 598                  | 27                   | 2,71                 |                      | 2                    |                      |                      |                      |
| 1955-1956  | Hawks de Moncton            | ACSHL          | 1   | 1                | 0                | 0                | 60               | 2                | 2                | 0                | 0                | 0                | -                | -  | -                    | -                    | -                    | -                    | -                    | -                    | -                    |                      |                      |
| 1955-1956  | Saguenéens de Chicoutimi    | LHQ            | 1   | 0                | 0                | 0                | 20               | 1                | 3                | 0                | 0                | 0                | -                | -  | -                    | -                    | -                    | -                    | -                    | -                    | -                    |                      |                      |
| 1955-1956  | Canadien junior de Montréal | Coupe Memorial | 10  | 5                | 4                | 1                | 598              | 27               | 2,71             | 0                | 2                |                  | -                | -  | -                    | -                    | -                    | -                    | -                    | -                    | -                    |                      |                      |
| 1956-1957  | Warriors de Winnipeg        | WHL            | 50  | 17               | 32               | 1                | 3 040            | 192              | 3,79             | 0                | 2                | 2                | -                | -  | -                    | -                    | -                    | -                    | -                    | -                    | -                    |                      |                      |
| 1957-1958  | Cataractes de Shawinigan    | LHQ            | 63  | 31               | 27               | 5                | 3 760            | 230              | 3,65             | 0                | 5                | 23               | 14               | 8  | 6                    | 880                  | 49                   | 3,34                 |                      | 1                    |                      |                      |                      |
| 1958-1959  | Flyers d'Edmonton           | WHL            | 49  | 26               | 21               | 2                | 2 960            | 163              | 3,3              | 0                | 1                | 11               | 3                | 0  | 3                    | 180                  | 12                   | 4                    |                      | 0                    |                      |                      |                      |
| 1959-1960  | Jets de Johnstown           | EHL            | 63  |                  |                  |                  | 3 780            | 169              | 2,69             | 0                | 4                | 41               | 13               | 9  | 4                    | 780                  | 25                   | 1,92                 |                      | 2                    | 0                    |                      |                      |
| 1960-1961  | Canadiens de Hull-Ottawa    | EPHL           | 70  | 41               | 20               | 9                | 4 200            | 187              | 2,67             | 0                | 11               | 0                | 14               | 8  | 6                    | 857                  | 27                   | 1,89                 |                      | 0                    | 2                    |                      |                      |
| 1961-1962  | Comets de Spokane           | WHL            | 70  | 37               | 28               | 5                | 4 310            | 237              | 3,3              | 0                | 3                | 10               | 16               | 9  | 7                    | 972                  | 58                   | 3,58                 |                      | 1                    | 0                    |                      |                      |
| 1962-1963  | Bruins de Boston            | LNH            | 50  | 11               | 27               | 10               | 2 910            | 193              | 3,98             | 89,3             | 1                | 10               | -                | -  | -                    | -                    | -                    | -                    | -                    | -                    | -                    |                      |                      |
| 1963-1964  | Bruins de Boston            | LNH            | 70  | 18               | 40               | 12               | 4 200            | 211              | 3,01             | 91,4             | 6                | 0                | -                | -  | -                    | -                    | -                    | -                    | -                    | -                    | -                    |                      |                      |
| 1964-1965  | Bruins de Boston            | LNH            | 47  | 11               | 32               | 4                | 2 817            | 163              | 3,47             | 89,9             | 3                | 4                | -                | -  | -                    | -                    | -                    | -                    | -                    | -                    | -                    |                      |                      |
| 1965-1966  | Bruins de Boston            | LNH            | 33  | 9                | 19               | 2                | 1 743            | 108              | 3,72             | 89,5             | 1                | 2                | -                | -  | -                    | -                    | -                    | -                    | -                    | -                    | -                    |                      |                      |
| 1965-1966  | Blades de Los Angeles       | WHL            | 5   | 2                | 2                | 0                | 260              | 10               | 2,31             | 0                | 1                | 10               | -                | -  | -                    | -                    | -                    | -                    | -                    | -                    | -                    |                      |                      |
| 1966-1967  | Bruins de Boston            | LNH            | 34  | 8                | 21               | 2                | 1 876            | 116              | 3,71             | 88               | 0                | 0                | -                | -  | -                    | -                    | -                    | -                    | -                    | -                    | -                    |                      |                      |
| 1967-1968  | Bruins de Boston            | LNH            | 28  | 13               | 7                | 4                | 1 520            | 73               | 2,88             | 89,7             | 0                | 0                | -                | -  | -                    | -                    | -                    | -                    | -                    | -                    | -                    |                      |                      |
| 1968-1969  | Bruins de Boston            | LNH            | 24  | 15               | 6                | 3                | 1 439            | 74               | 3,09             | 89,8             | 2                | 0                | 1                | 0  | 1                    | 65                   | 4                    | 3,7                  | 88,2                 | 0                    | 0                    |                      |                      |
| 1969-1970  | Bruins de Boston            | LNH            | 37  | 16               | 9                | 11               | 2 174            | 108              | 2,98             | 90,6             | 3                | 2                | 1                | 0  | 1                    | 60                   | 4                    | 4,03                 | 89,7                 | 0                    | 2                    |                      |                      |
| 1970-1971  | Bruins de Boston            | LNH            | 38  | 30               | 6                | 2                | 2 277            | 96               | 2,53             | 91,4             | 4                | 6                | 1                | 0  | 1                    | 60                   | 7                    | 7,03                 | 81,1                 | 0                    | 0                    |                      |                      |
| 1971-1972  | Bruins de Boston            | LNH            | 38  | 27               | 8                | 3                | 2 258            | 102              | 2,71             | 89,9             | 2                | 0                | 7                | 6  | 1                    | 419                  | 13                   | 1,86                 | 93,6                 | 1                    | 0                    |                      |                      |
| 1972-1973  | Bruins de Boston            | LNH            | 45  | 24               | 17               | 1                | 2 505            | 137              | 3,28             | 88,6             | 5                | 2                | 3                | 1  | 2                    | 160                  | 9                    | 3,38                 | 89,7                 | 0                    | 0                    |                      |                      |
| 1973-1974  | Maple Leafs de Toronto      | LNH            | 26  | 12               | 9                | 4                | 1 513            | 78               | 3,09             | 89,4             | 1                | 0                | 1                | 0  | 1                    | 60                   | 6                    | 6                    | 80                   | 0                    |                      |                      |                      |
| 1974-1975  | Blues de Saint-Louis        | LNH            | 30  | 12               | 13               | 5                | 1 797            | 93               | 3,1              | 89,5             | 2                | 0                | 1                | 0  | 1                    | 59                   | 5                    | 5,05                 | 82,8                 | 0                    |                      |                      |                      |
| 1975-1976  | Blues de Saint-Louis        | LNH            | 38  | 11               | 17               | 9                | 2 148            | 130              | 3,63             | 87,3             | 1                | 0                | -                | -  | -                    | -                    | -                    | -                    | -                    | -                    | -                    |                      |                      |
| 1976-1977  | Blues de Saint-Louis        | LNH            | 38  | 13               | 16               | 5                | 2 108            | 108              | 3,07             | 88,3             | 1                | 0                | 3                | 0  | 2                    | 138                  | 9                    | 3,92                 | 89,5                 | 0                    | 0                    |                      |                      |
| 1977-1978  | Blues de Saint-Louis        | LNH            | 12  | 5                | 6                | 1                | 649              | 45               | 4,16             | 85               | 0                | 0                | -                | -  | -                    | -                    | -                    | -                    | -                    | -                    | -                    |                      |                      |
| 1977-1978  | Black Hawks de Chicago      | LNH            | 4   | 1                | 3                | 0                | 240              | 17               | 4,25             | 85               | 0                | 0                | -                | -  | -                    | -                    | -                    | -                    | -                    | -                    | -                    |                      |                      |
| Totaux LNH | Totaux LNH                  | Totaux LNH     | 592 | 236              | 256              | 78               | 34 175           | 1 852            | 3,25             | 0                | 32               | 10               | 7                | 10 | 1                    | 0                    | 546                  | 1021                 | 335                  | 57                   | 2                    |                      |                      |